# Fiord Victoria
El fiord Victoria, també conegut com a Victoria Inlet, és un fiord, banyat pel mar de Lincoln, que es troba a l'extrem septentrional de Groenlàndia, dins el Parc Nacional del Nord-est de Groenlàndia.
Es tracta d'un fiord que s'obre al NNW entre la Terra de Wulff, a l'oest, i l'illa de Nares Land, a l'est. Té una llargada de 130 quilòmetres, per 27 d'amplada. Un estret Sound el connecta amb el fiord Nordenskiöld. L'illa de Stephenson es troba a l'extrem nord de la seva desembocadura. La glacera de C. H. Ostenfeld hi desemboca.